# Операция «Полярная Звезда»
Опера́ция «Поля́рная Звезда́» (февраль — апрель 1943 года) — ряд наступательных операций советских войск Северо-Западного фронта, Особой группы генерал-полковника М. С. Хозина, Ленинградского и Волховского фронтов в ходе Великой Отечественной войны.
В рамках плана «Полярная Звезда» 1943 года были проведены:
Операция Ленинградского и Волховского фронтов:
- Наступление 55-й, 54-й, 2-й ударной и 67-й армий (10—27 февраля).

Операции Северо-Западного фронта:
- Демянская наступательная операция (15 — 28 февраля).
- Старорусская наступательная операция (4 — 19 марта).

Операции Ленинградского и Волховского фронтов:
- Наступление 52-й армии (14—27 марта).
- Наступление 55-й и 8-й армий (19 марта — 2 апреля).

Действия советских войск трёх фронтов и Особой группы были объединены стратегическим замыслом по окружению и полному разгрому немецкой группы армий «Север», освобождению Ленинградской области и созданию предпосылок для успешного наступления в Прибалтику. Операция завершилась провалом — ни одна из поставленных целей достигнута не была.

## Замысел операции
Операция «Полярная звезда» была не первой и не последней попыткой разгрома Группы армии «Север» советскими войсками путём её окружения и уничтожения по частям.
Ещё в конце 1941 года советское командование впервые задумало подобную операцию. С учётом относительно небольшого расстояния между озером Ильмень и Чудским озером предполагалось силами Северо-западного фронта нанести удар по флангу немецкой группировки из района Старой Руссы на Псков. Перерезав основные коммуникации немецкой группировки под Ленинградом и выйдя ей в тыл, войска Северо-Западного фронта должны были значительно облегчить задачу Волховскому и Ленинградскому фронтам. Однако реализовать этот план в начале 1942 года не удалось. Снова к этому замыслу советское командование вернулось только в начале 1943 года.
К концу 1942 года после успешного наступления советских войск под Сталинградом стратегическая инициатива перешла к Красной армии. Как следствие, высшее советское командование наметило ряд крупных наступательных операций, в том числе и на северо-западном направлении. 8 декабря 1942 года войскам Ленинградского и Волховского фронтов Ставкой ВГК была поставлена задача прорвать блокаду Ленинграда (по утверждённому ранее плану операции «Искра»), а в случае первоначального успеха — продолжить наступление, освободить Кировскую железную дорогу и обеспечить прочную железнодорожную связь Ленинграда со страной. В тот же день войскам Северо-Западного фронта был отдан приказ — полностью окружить, а затем ликвидировать демянскую группировку противника.
Погодные условия не позволили начать наступление под Ленинградом 1 января 1943 года, как изначально планировалось, и операция «Искра» началась только 12 января. К этому моменту войска Северо-Западного фронта, начав наступление в конце декабря, не добились существенных результатов. 14 января 1943 года командующий Северо-Западным фронтом маршал С. К. Тимошенко представил на рассмотрение Ставки Верховного Главнокомандования доклад «План операции по завершению окружения и разгрому демянской группировки противника». В докладе сообщалось, что немецкие войска, защищающие так называемый «рамушевский коридор», измотаны боями, понесли большие потери (до 20 000 человек) и вынуждены постоянно перебрасывать части с других участков фронта для недопущения полного окружения демянской группировки, но продолжают упорно оборонять позиции. Исходя из этого, С. К. Тимошенко предложил силами Северо-Западного фронта провести операцию по перехвату «рамушевского коридора» и одновременно для того, чтобы лишить противника возможности маневрировать резервами, осуществить операцию по ликвидации собственно демянской группировки противника.
Учитывая состоявшийся 18 января прорыв блокады Ленинграда и обсудив обстановку на Северо-западном направлении с командующими Ленинградским и Волховским фронтами Л. А. Говоровым и К. А. Мерецковым, Ставка ВГК приняла решение расширить масштаб предстоящего наступления.
Конечной целью масштабной операции, получивший кодовое наименование «Полярная Звезда», должен был стать разгром немецкой Группы армий «Север» и полное освобождение Ленинградской области. Северо-Западному фронту и специально созданной 30 января «Особой группе генерал-полковника М. С. Хозина» отводилась основная роль в предстоящей операции, а войскам Ленинградского и Волховского фронтов — вспомогательная. На маршала Г. К. Жукова, назначенного представителем Ставки ВГК на Северо-Западном фронте, было возложена координация действий войск трёх фронтов и «Особой группы». Кроме того, в начале февраля на Северо-Западный фронт прибыли, недавно с лучшей стороны проявившие себя в Сталинградской битве, главный маршал артиллерии Н. Н. Воронов и маршал авиации А. А. Новиков с задачей координировать действия соответственно артиллерии и авиации в предстоящей операции.
К концу января наступление советских войск под Ленинградом застопорилось. По этой причине 1 февраля Ставка ВГК приказала нанести дополнительные удары с флангов силами 55-й армии Ленинградского фронта и 54-й армии Волховского фронта, при этом 67-я и 2-я ударная армии должны были продолжать наступление. В результате планировалось разгромить мгинско-синявинскую группировку противника и выйти на линию Ульяновка — Тосно — Любань (железная дорога и шоссе Ленинград — Москва). С этого рубежа войскам двух фронтов предстояло нанести удар в направление Луги на соединение с войсками Северо-Западного фронта. Советское командование рассчитывало, что новый этап наступления под Ленинградом, который планировалось начать 8 февраля, заставит командование группы армий «Север» перекинуть туда дополнительные подкрепления, в том числе из района Демянска.
Примерно через неделю, воспользовавшись отвлекающим эффектом, в наступление переходили войска Северо-Западного фронта. На первом этапе у войск фронта стояла прежняя задача — перерезать «рамушевский коридор» и ликвидировать немецкую группировку в районе Демянска, где были сосредоточены основные силы 16-й немецкой армии. Ликвидация этой группировки должна была облегчить задачу прорыва немецкого фронта и ввода в этот прорыв для развития успеха подвижных соединений «Особой группы» (1-я танковая армия, 68-я армия и резервная группа). Кроме того, планировалось провести ряд десантных операций для захвата ключевых железнодорожных узлов и населённых пунктов, для чего в состав 68-й армии были включены 5 гвардейских воздушно-десантных дивизий. Таким образом, войска «Особой группы», наступая в направлении Луги, Струг Красных, Порхова и Дна, должны были перерезать коммуникации группы армий «Север» и не допустить подхода частей противника на помощь демянской и ленинградско-волховской группировкам. В случае успеха наступление должно было продолжиться в направлениях Пскова и Нарвы. Затем общими силами тех фронтов предполагалось «окружить и уничтожить волховскую и ленинградскую группировки противника».
Окончательно план наступлений советских войск был сформулирован следующими документами:
- Директива Ставки ВГК № 30034 командующим войсками Ленинградского и Волховского фронтов о нанесении ударов по синявинской группировке противника от 1 февраля 1943 года.
- Директива Ставки ВГК № 30042 командующему войсками Северо-Западного фронта о порядке разгрома демянской группировки противника от 6 февраля 1943 года.
- "Директива Ставки ВГК № 30039 командующему особой группой войск на разгром ленинградско-волховской группировки противника от 6 февраля 1943 года.

Маршал бронетанковых войск М. Е. Катуков в своих мемуарах дал такую оценку плану «Полярная Звезда»:

Замысел был великолепный. Думается, осуществи мы его тогда — и он наверняка вошёл бы славной страницей в историю Великой Отечественной войны.
— М. Е. Катуков. На острие главного удара
Однако у плана операции были существенные недостатки: необходимость провести в предельно сжатые сроки и скрытно от противника большие перегруппировки войск, возможность эффективного использования танков в лесисто-болотной местности только при хорошей погоде, необходимость создания огромных запасов горючего, мин, снарядов и прочего. Кроме того, оборона противника вокруг демянского плацдарма была хорошо подготовлена в инженерном отношении. Особенно мощной была оборона «рамушевского коридора». Плотность минирования достигла 1200—1500 мин на километр, через каждые 300—350 метров располагались доты и дзоты.

Под Демянском предстояло повторить, правда, в более скромных масштабах, то, что было недавно осуществлено на берегу Волги. Но уже тогда кое-что меня смущало: план операции был разработан без учёта характера местности, весьма неважной дорожной сети, а главное, без учёта приближавшейся весенней распутицы… Чем больше я вникал в детали плана, тем более убеждался в справедливости поговорки: «Гладко было на бумаге, да забыли про овраги, а по ним ходить». Трудно было выбрать более неудачное направление для использования артиллерии, танков и другой боевой техники, чем то, что намечалось в плане.— Маршал артиллерии Н.Н. Воронов.

## Силы сторон

### СССР
Северо-Западный фронт, командующий — маршал С. К. Тимошенко, представитель Ставки ВГК — маршал Г. К. Жуков:
- 1-я ударная армия, командующий — генерал-лейтенант Г. П. Коротков.
- 11-я армия, командующий — П. А. Курочкин.
- 27-я армия, командующий — С. Г. Трофименко.
- 34-я армия, командующий — А. И. Лопатин.
- 53-я армия, командующий — Е. П. Журавлёв.
- 6-я Воздушная армия — Ф. П. Полынин.

Особая группа генерал-полковника М. С. Хозина:
- 1-я танковая армия, командующий — М. Е. Катуков.
- 68-я армия, командующий — Ф. И. Толбухин.

Ленинградский фронт, командующий — Л. А. Говоров, представитель Ставки ВГК — маршал К. Е. Ворошилов:
- 55-я армия, командующий — генерал-лейтенант В. П. Свиридов.
- 67-я армия, командующий — генерал-майор А. И. Черепанов, с конца февраля — генерал-лейтенант М. П. Духанов.
- 13-я воздушная армия, командующий — генерал-полковник авиации С. Д. Рыбальченко.

Волховский фронт, командующий — К. А. Мерецков:
- 2-я ударная армия, командующий — генерал-лейтенант В. З. Романовский (в составе фронта с 8 марта 1943 года).
- 54-я армия, командующий — генерал-лейтенант А. В. Сухомлин.
- 8-й армии, командующий — генерал-лейтенант Ф. Н. Стариков.
- 52-я армия, командующий — генерал-лейтенант В. Ф. Яковлев
- 14-я воздушная армия, командующий — генерал-лейтенант авиации И. П. Журавлёв.

### Германия
Группа армий «Север», командующий — генерал-фельдмаршал Георг фон Кюхлер:
- 16-я армия, командующий — генерал-фельдмаршал (с 1 февраля 1943 года) Эрнст Буш: 2-й, 10-й армейские корпуса, оперативные группы «Хёне» и «Тимана».
- 18-я армия, командующий — генерал кавалерии Георг Линдеман: 1-й, 26-й, 28-й, 38-й, 50-й, 54-й армейские корпуса.
- 1-й воздушный флот, командующий — генерал-полковник Альфред Келлер.

## Ход операции

### Наступление Ленинградского и Волховского фронтов, 10 — 27 февраля 1943 года
10 февраля 1943 года войска Ленинградского и Волховского фронтов начали Тосненско-мгинскую операцию. Фланговые удары по мгинской группировке противника наносили 55-я армия Ленинградского фронта из района Красный Бор — Ивановское в направлениях Тосно и Мги и 54-я армия Волховского фронта из района Смердыни через Шапки в направлении Тосно, где планировалось замкнуть кольцо окружения. Одновременно войска 67-й армии Ленинградского фронта и 2-я ударная армия Волховского фронта продолжали наступление на Мгу с севера.
В ходе боёв советским войскам не удалось достичь поставленных целей, несмотря на ряд локальных успехов (освобождение Красного Бора и ряда населённых пунктов, ликвидация немецкого выступа в районе «Невского пятачка», захват 8-й ГРЭС). Сухопутный коридор, связывающий Ленинград с остальной страной расширен не был, стратегический железнодорожный узел Мга и синявинские высоты по-прежнему находились под контролем противника. Более того, наступление под Ленинградом не способствовало действиям Северо-Западного фронта в районе Демянска. Признавая провал операции, Ставка Верховного Главнокомандования директивой от 27 февраля предписала войскам временно прекратить наступление и закрепиться на занимаемых рубежах.

### Демянская наступательная операция, 15—28 февраля 1943 года
По всей видимости, немецкое командование предполагало возможность крупного советского наступления в районе Демянска. 29 января 1943 года А. Гитлер принял решение об эвакуации войск с демянского плацдарма. Сразу же командование 16-й армии приступило к реализации плана «Очистка чердака» (нем. Entrümpelung), который к этому моменту был уже подготовлен.
Войска Северо-Западного фронта должны были перейти в наступление 19 февраля. Из-за испортившейся погоды армии фронта и Особой группы не успели сосредоточиться. Начало операции было отложено на несколько дней. Однако в этот момент по данным разведки советскому командованию стало очевидно, что немцы начали отход из демянского выступа. В создавшейся обстановке советским командованием было принято решение начать наступление немедленно имеющимися войсками.
15 февраля 11-я и 53-я армии начали наступление с целью перерезать «рамушевский коридор», а 34-я армия перешла в наступление северо-восточнее Демянска. Встретив ожесточённое сопротивление, советские войска не сумели перерезать «рамушевский коридор» и помешать немцам осуществить план эвакуации. 22 февраля немцы покинули Демянск. Не изменил ситуацию и ввод в бой двух армий: 27-й — в районе южнее Старой Руссы и 1-й ударной — у основания «рамушевского коридора». 28 февраля наступление было остановлено, не достигнув поставленных целей. 1 марта командующий 16-й армии объявил о завершении эвакуации 2-го армейского корпуса из демянского выступа. Вывод дивизий 2-го армейского корпуса позволил немецкому командованию значительно уплотнить оборону, что резко изменило обстановку и ставило под сомнение первоначальный план операции «Полярная звезда».
Таким образом, первоначальный план операции осуществлён не был. Несмотря на это, ликвидация «демянского выступа» сняла даже теоретическую возможность немецкого наступления на московском направлении.

### Корректировка первоначального плана «Полярная Звезда»
В ходе наступления советских войск на северо-западном направлении в феврале 1943 года цели, предусмотренные планом «Полярная Звезда», достигнуты не были. Однако советское командование приняло решение о подготовке нового наступления, но уже с более скромными целями — освободить Старую Руссу и создать предпосылки к успешному наступлению южнее озера Ильмень, тем более что стратегическая инициатива на советско-германском фронте была в руках Красной армии.
28 февраля маршал Г. К. Жуков направил И. В. Сталину доклад о ситуации на Северо-Западном фронте. Учитывая резко изменившуюся обстановку и погоду, Г. К. Жуков высказал опасение, что войска Северо-Западного фронта и Особой группы войск в случае масштабного наступления сядут «в здешних болотах и труднопроходимой местности, не достигнув своей цели по „Полярной Звезде“». Исходя из этого, Г. К. Жуков предложил «ограничиться выходом СЗФ на р. Полисть, отказаться от ввода в дело группы Хозина, захватить Старую Руссу и подготовить исходный район для весеннего наступления». Для весеннего наступления Особую группу планировалось усилить 34-й и 53-й армиями. Ставка ВГК согласилась с этими предложениями и операция «Полярная Звезда» в первоначальном виде была фактически отменена. Однако полностью отказываться от наступательных планов советское командование не собиралось. Войскам Северо-Западного фронта был отдан приказ перейти в наступление в районе Старой Руссы 4 марта, а войскам Ленинградского и Волховского фронтов — 14 марта с той же задачей, что и раньше — окружить войска противника в районе Мги. На этот раз план предусматривал менее глубокий охват войск противника и без фронтального наступления на Синявино с севера. В то же время 52-й армии Волховского фронта предстояло провести отвлекающее наступление с ограниченными целями на Новгород.

### Старорусская наступательная операция, 4—19 марта 1943 года
5 марта 1943 года, перенеся начало наступления на один день, 27-я и 1-я ударная армии Северо-Западного фронта атаковали позиции противника, но успеха не добились.
К этому моменту уже резко изменилась обстановка на южном фланге советско-германского фронта — германские войска предприняли мощное контрнаступление в районе Харькова и Белгорода. Ещё до начала операции началась передислокация 1-я танковой армии в район Курска. Директивой Ставки Верховного Главнокомандования № 46068 от 8 марта была расформирована и вся Особая группа генерал-полковника М. С. Хозина. 13 марта маршал С. К. Тимошенко получил приказ передать дела генералу И. С. Коневу и немедленно вылететь в район Харькова.
Несмотря на это, 14 марта 27-я армия нанесла ещё один удар по укреплениям противника восточнее Старой Руссы, а 11-я, 34-я и 53-я армии атаковали вражеские позиции южнее Рамушева. К 18 марта, продвинувшись всего на несколько километров, к реке Редья, советские войска были вынуждены прекратить наступление.
52-я армия Волховского фронта, которая оказывала непосредственную поддержку Северо-Западному фронту, начала наступление в районе южнее Новгорода 14 марта. Не имея достаточно сил и средств, войска 52-й армии успеха не добились и прекратили наступление 27 марта. Для того, чтобы остановить наступление, немецкое командование было вынуждено перебросить на этот участок фронта две дивизии из районов Киришей и Демянска.

### Наступление Ленинградского и Волховского фронтов, 19 марта — 2 апреля 1943 года
Несмотря на фактический провал операции «Полярная Звезда», войска Ленинградского и Волховского фронтов начали наступление 19 марта 1943 года.
55-я армия Ленинградского фронта перешла в наступление из района южнее Красного Бора. Незначительно потеснив противника, войска 55-й армии встретили ожесточённое сопротивление и не сумели добиться успеха.
8-я армия Волховского фронта вела наступление на Мгу из района южнее Воронова. После трёх дней боёв советские войска продвинулись на 3—4 километра вглубь на 7-километровом участке фронта. Дальнейшего развития наступление не получило.
2 апреля Ставка Верховного Главнокомандования приказала войскам Ленинградского и Волховского фронтов прекратить наступление и перейти к обороне.

## Итоги операции
Предпринятое в начале 1943 года по замыслу Ставки ВГК широкомасштабное наступление от Ладожского озера до предгорий Кавказа силами одиннадцати фронтов, частью которого была операция «Полярная звезда», достигло далеко не всех поставленных целей. Советское командование, так же, как и в начале 1942 года, значительно переоценило возможности Красной Армии и недооценило силы противника. На Северо-западном направлении советские войска провели в феврале-марте несколько наступательных операций, но так и не добились заметных результатов.
В ходе Демянской наступательной операции 15—28 февраля 1943 года удалось ликвидировать «демянский выступ», что было успехом, однако защищавшие его немецкие войска избежали окружения и сумели отойти на заранее подготовленные позиции, где остановили дальнейшее наступление Северо-Западного фронта. План наступления в тыл немецкой группы армий «Север» осуществлён не был.
Проведя 4—19 марта 1943 года Старорусскую наступательную операцию советские войска, понеся ещё большие потери, снова не добились практически ничего.
Не сыграли заметной роли в осуществлении плана «Полярная Звезда» и наступательные операции Ленинградского и Волховского фронтов. Несмотря на ряд локальных успехов, и здесь ни одна из поставленных задач не была выполнена.
Если неудачи Ленинградского и Волховского фронтов можно частично объяснить истощенностью войск после операции «Искра», то войска Северо-Западного фронта имели достаточно сил и средств для успешного наступления. Причинами провала операции «Полярная Звезда» стали: плохое командование, изменение общей ситуации на советско-германском фронте (что повлекло передислокацию частей в район Курска), недостатки разведки (которая не сумела вовремя сообщить о эвакуации немецких войск из Демянского выступа), резкое изменение погодных условий.

После блестящих побед на Дону и Волге неудачи на этом фронте удручали. Ясно было, что не следовало затевать здесь крупной операции… Снова в душе накапливалось раздражение против тех, кто составлял красивые планы операции, не потрудившись изучить условия местности, пути сообщения, особенности климата… Мы обрекали на гибель технику, теряли множество людей и неисчислимое количество боеприпасов на явно бесперспективных направлениях.— Маршал артиллерии Н.Н. Воронов

## Потери сторон

### Потери Красной Армии
- В ходе Демянской наступательной операция, в период 5—28 февраля 1943 года, потери советских войск составили 33 663 человек (из них 10 016 человек — безвозвратно)[19].
- В ходе Старорусской наступательной операции, в период 4—19 марта 1943 года, потери составили 103 108 человек (из них 31 978 человек — безвозвратно)[19].
- Потери в ходе боевых действий Ленинградского и Волховского фронтов в феврале — марте 1943 года можно оценить только приблизительно, так как в официальных перечнях операций Великой Отечественной войны боевые действия под Ленинградом в этот период не значатся. Предположительно они составили: в феврале — около 100 000 человек убитыми и ранеными (потери 54-й и 55-й армий — 40 000 человек, потери 2-й ударной и 67-й армий — 60 000 человек), в марте — начале апреля — около 60 000[14]. Эти данные согласуются с другими источниками. Например, американский историк Дэвид Гланц оценивает потери советской армии в этих операциях в 150 000 человек (из них 35 000 человек — безвозвратно)[3].

Итого, потери советской армии в операции «Полярная Звезда» убитыми, ранеными, пропавшими без вести составили около 280 000 человек.

### Потери немецкой армии
Согласно отчётам немецких армий о потерях, 16-я и 18-я армии в феврале потеряли 38 847 человек убитыми, ранеными и пропавшими без вести, а в марте — 39 268 человек. Таким образом, потери группы армий «Север» в феврале — марте 1943 года составили 78 115 человек.

## «Полярная Звезда» в историографии
Неоднозначный итог общего советского наступления в начале 1943 года породил различные трактовки и оценки этих событий в советской, а затем российской историографии. В полной мере это относится к боевым действиям на Северо-Западном направлении, которые до сих пор не получили должного освещения.

В советский период операция «Полярная звезда» как «наступление на северо-западном направлении для разгрома Группы армий „Север“ силами трёх фронтов» наиболее полно была описана в энциклопедии «История второй мировой войны 1939—1945». Был достаточно подробно показан замысел наступления, указано кодовое наименование операции «Полярная звезда», описаны, хоть и кратко, наступательные действия Северо-Западного фронта в районе Демянска и в районе Старой Руссы, а также боевые действия Ленинградского и Волховского фронтов в этот период.
В других энциклопедических издания советского периода приводилась несколько другая трактовка событий и кодовое наименование операции «Полярная звезда» не упоминалось. Боевые действия в районе Демянска, как правило, рассматривались как часть стратегического наступления на центральном направлении с задачей не позволить противнику «перебрасывать силы на наиболее угрожаемые участки». Однако при этом не отрицалось, что в случае первоначального успеха войска Северо-Западного фронта должны были обеспечить выход подвижной группы в тыл 18-й немецкой армии, осаждавшей Ленинград.
Единственной операцией на Северо-Западном направлении в феврале — марте 1943 года официальной историографией долгое время «признавалась» лишь Демянская наступательная операция, а о других — даже не упоминалось. Старорусская наступательная операция появилась в «официальном» списке операций Великой Отечественной войны лишь в 90-х годах XX века, а боевые действия советских войск под Ленинградом в феврале—марте 1943 года до сих пор не имеют устоявшихся обозначений. Впрочем, тот факт, что боевые действия в этот период под Ленинградом были частью стратегического замысла «Полярная Звезда», не отрицался в советской историографии, а в современной историографии — подчёркивается.
В мемуарной литературе советского периода замысел операции «Полярная звезда» и общий ход наступления приводился в воспоминаниях командующего 1-й танковой армией М. Е. Катукова и маршала артиллерии Н. Н. Воронова. Упоминал о наступлении Северо-Западного фронта в своих мемуарах и маршал К. А. Мерецков:

Ставка наметила зимой 1943 года согласованные действия пяти фронтов — Центрального, Брянского, Западного, Калининского и Северо-Западного… Замысел Ставки мне очень понравился, и я внимательно следил за ходом операции… Что касается Северо-Западного, то он начал наступление 15 февраля, но развивал его чрезвычайно медленно. Нам это было особенно досадно, так как этот фронт являлся нашим соседом. Фашистам удалось уйти с Демянского плацдарма, сохранив основные свои силы и укрепив их на новом рубеже. Самое печальное заключалось в том, что Северо-Западный фронт не смог выйти в тыл 18-й немецкой армии и нанести удар фашистской группе армий «Север» генерал-фельдмаршала Кюхлера. В результате Волховскому фронту предстояло пробиваться с востока на Мгу в очень трудных условиях.
Ничего не говоря о важной роли Волховского и Ленинградского фронтов в стратегическом наступлении на Северо-Западном направлении, К. А. Мерецков называет боевые действия под Ленинградом в это период «серией местных операций» с локальными задачами. Наиболее примечательно отсутствие упоминания об операции «Полярная Звезда» в мемуарах маршала Г. К. Жукова, который ограничил описание своего пребывания на Северо-Западном фронте в начале 1943 г. двумя абзацами.

## Последующие попытки окружения Группы армий «Север»
Осенью 1943 г. Генеральным штабом была разработана очередная масштабная операция. Теперь главный удар предстояло нанести Калининскому фронту из района Невеля через Витебск на Ригу, и тем самым отрезать Группу армий «Север» от Восточной Пруссии. Затем силами Северо-Западного, Волховского и Ленинградского фронтов планировалось прижать противника к Балтийскому морю и уничтожить по частям. Однако и на этот раз реализовать задуманное не удалось.
В начале 1944 года советские войска в результате Ленинградско-Новгородской операции освободили Ленинградскую область и вышли на границы Прибалтийских республик, но противник снова сумел избежать окружения и сохранил значительную часть боевого потенциала. Летом 1944 года советские войска предприняли целый ряд операций с целью освобождения Прибалтики, а в октябре войска 1-го Прибалтийского фронта в результате Мемельской операции вышли к Балтийскому морю и замкнули кольцо окружения вокруг Группы армий «Север». Запертые на курляндском полуострове части 16-й и 18-й немецких армий капитулировали в мае 1945 года.

### Документы
- Русский архив: Великая Отечественная. Ставка ВГК. Документы и материалы. 1943 год / Под. ред. В. А. Золотарёва. — М.: Терра, 1999. — Т. 16(5-3). — 360 с. — ISBN 5-300-02007-9.
- Потери группы армий "Север" в 1-м полугодии 1943 г. (Национальный архив США).

Директивы Ставки Верховного Главнокомандования
- Директива Ставки ВГК № 30034 от 01.02.1943 г.
- Директива Ставки ВГК № 30039 от 06.02.1943 г.
- Директива Ставки ВГК № 30042 от 06.02.1943 г.
- Директива Ставки ВГК № 30057 от 27.02.1943 г.
- Директива Ставки ВГК № 30066 от 07.03.1943 г.

Доклады
- Доклад командующего войсками Северо-Западного фронта № 0080 от 14.01.1943 г.
- Доклад представителя Ставки № 43, от 28 февраля 1943 года, Верховному Главнокомандующему предложений о переносе сроков начала операции «Полярная Звезда».

### Мемуары
- Жуков Г. К. [militera.lib.ru/memo/russian/zhukov1/index.html Воспоминания и размышления. В 2 томах]. — М.: Олма-Пресс, 2002. — Т. 1. — 415 с. — ISBN 5-224-03196-6.
- Катуков М. Е. [militera.lib.ru/memo/russian/katukov/index.html На острие главного удара. / Литературная запись В. И. Титова.]. — М.: Воениздат, 1974.
- Мерецков К. А. [militera.lib.ru/memo/russian/meretskov/index.html На службе народу]. — М.: Политиздат, 1968.
- Воронов Н. Н. [militera.lib.ru/memo/russian/voronov/index.html На службе военной]. — М.: Воениздат, 1963.

### Биографии
- Португальский Р. М., Доманк А. С., Коваленко А. П. [militera.lib.ru/bio/domank/index.html Маршал С. К. Тимошенко: жизнь и деятельность]. — М.: Победа-1945 год, 1994. — 432 с. — ISBN 5-7449-0013-6.

### Исторические исследования
- Бабин А. И. [militera.lib.ru/h/na_volhovskom_fronte/index.html На Волховском фронте. 1941—1944 годы]. — М.: Наука, 1982. — 397 с.
- Гланц Д. Битва за Ленинград. 1941—1945 / Пер. У. Сапциной. — М.: Астрель, 2008. — 640 с. — ISBN 978-5-271-21434-9.
- Гланц Д. Блокада Ленинграда. 1941—1944 / Пер. Е. Ламановой. — М.: Центрполиграф, 2009. — 224 с. — ISBN 978-5-9524-4170-5.
- Гречко А. А. [militera.lib.ru/h/12/index.html История второй мировой войны 1939–1945 годов. В 12 тт]. — М.: Воениздат, 1976. — Т. 6.  Коренной перелом в войне. — 520 с.
- Исаев А. В. [militera.lib.ru/h/isaev_av6/index.html Когда внезапности уже не было. История ВОВ, которую мы не знали]. — М.: Эксмо, 2006. — 496 с. — ISBN 5-699-11949-3.
- Кривошеев Г. Ф. Россия и СССР в войнах XX века. Потери вооружённых сил: Статистическое исследование. — М.: Олма-Пресс, 2001. — 320 с. — ISBN 5-17-024092-9.
- Шигин Г. А. Битва за Ленинград: крупные операции, «белые пятна», потери / Под ред. Н. Л. Волковского. — СПб.: Полигон, 2004. — 320 с. — ISBN 5-17-024092-9.

### Публицистика
- Сяков Ю. А. Численность и потери германской группы армий «Север» в ходе битвы за Ленинград (1941—1944) // Журнал «Вопросы истории». — 2008. — № 1.